# ジョー・ミーク
ロバート・ジョージ・ミーク（Robert George Meek、1929年4月5日 - 1967年2月3日）は、イングランドの音楽プロデューサー、レコーディング・エンジニア、ソングライター。
1950年代から1960年代にかけて名声を博したレコーディング・プロデューサー、エンジニアの一人であるミークは、実験的なポップミュージック制作の先駆者であり、オーバーダビング、サンプリング、リバーブなどのレコーディング技術の開発にも貢献した。
ミークがプロデュースした代表的な楽曲として、ジョン・レイトンの「霧の中のジョニー」、トルネイドースの「テルスター」、ハニーカムズの「ハヴ・アイ・ザ・ライト」などがある。

## 来歴

### 初期のキャリア
ロバート・ジョージ・ミークは、グロスタシャー州ニューエントに生まれる。第一次世界大戦で亡くなった叔父を偲んで「ジョー」というニックネームが付けられる。幼い頃から電子工学に興味を持ち、古いラジオやレコードプレーヤーを分解してどのように動作しているか確認する実験を行っていた。こういったことが、後に独自の録音機器を作るきっかけとなった。18歳になるとイギリス空軍に入隊し、兵役中はレーダー技術士として働く。また、同僚の無線機やレコードプレーヤーの修理も行っていた。
1950年にイギリス空軍を除隊し、いくつかの電気関係の職を経験した後、1954年に当時イギリスで最も技術的に進んでいたレコーディングスタジオであるIBCスタジオに採用される。IBCスタジオではレコーディング・エンジニアとしての基礎を学んだ。実験家だった彼は、バスドラムの前面の皮を剥がしたり、楽器の近くにマイクを設置したりといった、現在では当たり前のレコーディング手法を生み出した。
彼の技術的な創意工夫は、トラッド・ジャズのトランペット奏者であるハンフリー・リトルトンのシングル「バッド・ペニー・ブルース」（パーロフォンレコード、1956年）で発揮された。リトルトンの意に反して、ミークによってピアノの音が歪められ、大幅にコンプレッションのかかったサウンドに変貌したこのレコードは、全英ポップチャートのトップ20に入るジャズのシングルとしては異例のヒットとなる。ビートルズの「レディ・マドンナ」のピアノリフは、ポール・マッカートニーが「バッド・ペニー・ブルース」の歪んだピアノラインに基づいて作ったと言われている。なお、「バッド・ペニー・ブルース」リリース時のパーロフォンレコードのA&R責任者は、後にビートルズのプロデューサーとなるジョージ・マーティンだった。
1957年9月にIBCスタジオを辞め、その後、IBCスタジオ時代の上司であり、ジャズ・プロデューサーのデニス・プレストンらとともに約1年かけてランズダウン・スタジオの設計・施工に携わる。その中にはミークが設計した12チャンネルのミキシング・コンソールも含まれており、すべてのチャンネルにEQが備わった、当時としては非常に珍しいコンソールだった。1959年5月に正式にスタジオを開業すると、ミークは当時の大ヒット曲のいくつかを手掛け、ロニー・ドネガン、ペトゥラ・クラーク、シャーリー・バッシー、ジーン・ヴィンセント、アッカー・ビルクなどの有名アーティストと仕事をした
この頃、ミークは「ロバート・デューク」名義でソングライターとしても活動していた。デューク名義で書かれた楽曲「プット・ア・リング・オン・ハー・フィンガー」はジョージ・マーティンの目に留まり、エディ・シルヴァーとともにパーロフォンでこの楽曲を録音した。1958年6月にリリースされたシルヴァーのシングルはイギリスでは商業的に成功しなかったが、後にトミー・スティールが自身のバージョンをリリース、またレス・ポール&メアリー・フォードも「プット・ア・リング・オン・マイ・フィンガー」としてカバーし、1958年9月に米国チャートで32位に達した。
ミークは楽器を演奏せず、楽譜の読み書きもできなかった代わりに、自分のアイデアをハミングしたり歌ったりしたものを録音していた。彼はこれらのデモを信頼するアレンジャーやセッションミュージシャンに聞かせて、表現しようとしているメロディーを彼らに考え出させていた。
1959年にプレストンとの対立によりランズダウン・スタジオを去ったミークは、翌1960年初旬にウィリアム・バリントン・クーペと共同出資して、自身のレコードレーベル、トライアンフを設立する。このレーベルから、ミークがプロデュースしたファビュラス・フリーレッカーズの「グリーン・ジーンズ」（1960年4月リリース、全英23位）、マイケル・コックスの「アンジェラ・ジョーンズ」（1960年5月リリース、全英7位）といったヒットシングルが生まれた。
トライアンフは、商品の需要を満たすことができない小規模なプレス工場に依存していたため、大量の注文に対応することができず、ミークの制作したレコードが小売店に届くには大手の流通ネットワークが必要なことが明らかになった。結局、資金の問題もあり、会社を設立して半年足らずの同年6月にミークはトライアンフから撤退し、ミークを失ったこのレーベルは翌1961年の春に倒産する。
1959年、ミークはロッド・フリーマン&ザ・ブルーメンとともに『アイ・ヒア・ア・ニュー・ワールド（I Hear A New World）』というアルバムを制作していた。「宇宙音楽ファンタジー（An Outer Space Music Fantasy）」という副題が付いたこの実験的なアルバムは、ミーク自身の宇宙への興味からインスピレーションを得たもので、クラヴィオリンやスティール・ギターといった楽器による演奏に加え、さまざまな効果音が導入され、リバーブ、ディレイ、エコーなどのエフェクト加工が施された、時代を先取りした間違いなく史上初のコンセプト・アルバムと呼べるものだったが、そのうちの4曲が1960年3月にトライアンフからEPとしてリリースされたのみで、ミークのトライアンフ撤退もあり、1991年にRPMレコードからリリースされるまで本アルバムは30年以上日の目を見ることはなかった。

### RGMサウンド
1960年9月、サーガ・レコードのオーナーであるウィルフレッド・アロンゾ・バンクスの資金援助を得て、ミークは「RGMサウンド」（RGMはミークの本名のイニシャルに依る）という自身の制作会社を設立し、イズリントン区のホロウェイ・ロード304番地にある4階建てのアパート内にスタジオを構築した。この建物は、1階に家主であるヴァイオレット・シェントンが経営する革製品、ハンドバッグ、スーツケースを販売する「A.H.SHENTON」という店舗があり、その2階にミークの事務所と居間、3階にスタジオとコントロールルーム、4階にエコーチャンバーやミークのベッドルームを設置した。
ミークのレコーディングアーティストの一人であるスクリーミング・ロード・サッチは、このホームスタジオのレコーディング環境についてよく語っていた。「狭いアパート内には、階段にベース奏者がいる。ミークは自作のコントロール装置の前にいる。ギタリストは居間でギターをかき鳴らしている。ボーカリストはどこか別の場所にいて、バスルームでは誰かが足踏みしてパーカッションを加えていた。」
このテラスハウス型アパート内のスタジオから生まれた最初のヒット曲は、ジョン・レイトンの「霧の中のジョニー（Johnny Remember Me）」（1961年）で、全英シングル・チャートで1位を記録した。この曲はジェフ・ゴダードが作曲した。王立音楽アカデミー卒で、ミークと同じバディ・ホリー・ファンであるゴダードという強力なパートナーを得たミークは、活動の場をパイやデッカといった大手レーベルに移し、ヒット曲を連発する。
1962年7月10日にアメリカ航空宇宙局（NASA）が打ち上げた通信放送衛星テルスターに感銘を受けたミークが作曲・プロデュースしたトルネイドースのインストゥルメンタル曲「テルスター」は、同月に録音、8月にリリースされ、10月にはイギリスで5週連続1位、12月にはアメリカで3週連続1位を記録し、ビートルズの「抱きしめたい」（1964年）の前にイギリスのバンドがアメリカで1位を獲得した最初のシングルとなった。
トルネイドースのベーシストだったハインツ・バートは、1963年にミークにより「ハインツ」名義でソロ歌手として売り出されることになった。彼の2枚目のシングルとしてリリースされたゴダード作の「ジャスト・ライク・エディ」は、1960年に21歳の若さで亡くなったエディ・コクランへのトリビュートで、1963年10月に全英チャートで5位まで上り詰めた。この曲では、アウトローズに在籍してミークの数多くの作品に参加していたリッチー・ブラックモアがギターを弾いている。
ミークのRGMサウンドでの3曲目の全英1位、そして最後の大ヒット曲は、1964年、ケン・ハワードとアラン・ブレイクリーが作曲したハニーカムズの「ハヴ・アイ・ザ・ライト」だった。ミークがプロデュースしたこの曲は、全米チャートでも5位にランクインした。ジェフ・ゴダードは、この曲が以前ミークとデモを制作した自分の曲「Give Me The Chance」に似ていると感じ、自分の曲が盗作されたとミークに伝えたが、ミークはゴダードの主張を退け、法廷闘争にまで発展した。1965年7月、ロンドンの高等法院はこの楽曲がハワードとブレイクリーの作品であるとの判決を下した。ゴダードは控訴せず、音楽業界から身を引いてロンドンを離れ故郷のレディングに戻り、ミークとゴダードのパートナーシップは永久に崩壊した。

### さまざまな問題と苦悩
ミークはコントロールフリークで、彼と仕事をする上での基本条件の一つは、彼が主導権を握っていることだった。レコーディングスタジオにおいてミークは非常に支配的になり、ミュージシャンが彼の言う通りにしない場合、しばしば怒って暴力を振るった。無名時代のトム・ジョーンズが在籍していたバンド（トミー・スコット&ザ・セネターズ）が演奏しているとき、ミークは「俺の望むように演奏しろ」とスタジオ内で競技用のスターターピストルを発砲した。また、ミークのセッションミュージシャンの一人で後にジミ・ヘンドリックス・エクスペリエンスのドラマーとなるミッチ・ミッチェルの叩くドラムが気に入らないと、ミークはミッチェルに対してショットガンを向けて「ちゃんと叩かないとお前の頭を吹き飛ばしてやる」と叫んだという証言をする者もいる（ミッチェル本人はこの証言を否定している）。
1960年代半ばまでにミークは、アンフェタミンやバルビツール酸系の薬物に依存していた。また、双極性障害と妄想型統合失調症を患っており、極端な気分変動、激しい怒りの爆発、幻聴、妄想、不安、感情的な距離、暴力、口論好き、自尊心や見下した態度などの症状が顕著に現れていた。ライバルのレコード会社が自分のスタジオに盗聴器を仕掛けている、フィル・スペクターがバスルームに住み着いている、家主が階下の暖炉から自分の会話を聞いている、エイリアンが自分の思考を操っている、スタジオにポルターガイスト現象が起きている、アパートにある写真が自分と交信しようとしているなど、ミークの妄想は日に日にエスカレートしていった。
ミークは心霊術やオカルト思想に傾倒しており、交霊会に参加して、死者と交信するというアイデアに魅了されていた。死者の言葉を録音するために墓地にテープレコーダーを設置していた。また、彼はバディ・ホリーに執着し、夢の中でこの亡くなったロックンロールスターからメッセージを受けていると信じていた。
ミークは同性愛者で、彼がプロデュースしていたアーティストが恋愛対象になることもあり、特にハインツ・バートがお気に入りだった。ミークはハインツに車やボートを買い与え、髪をプラチナブロンドに染めさせ、曲を提供し、スターに育てようと努めるほどの熱の入れようだった。
同性愛行為が違法だった当時のイギリスにおいて、ミークのような同性愛者はその性的志向を理由に脅迫などの標的の対象になっていた。
1963年11月11日の夜、ホロウェイ・ロード304番地から半マイル離れたマドラス・プレイスにある公衆トイレで、ミークは、男性を口説いていたという容疑で逮捕された。ミークはこの不当逮捕に抗議したが、当時、そこはゲイの男性の待ち合わせ場所であり、「1956年性犯罪法」第32条（公共の場における男性による不道徳な目的での勧誘）に基づいて15ポンドの罰金を科せられた。ミークがこの件で逮捕されるに至った明確な経緯は不明だが、性犯罪法第32条はゲイを標的として容疑者に仕立て上げるために頻繁に利用されていた。ミークは罠にはめられた可能性が高いが、ミークの友人によると、彼は若い男性と出会う目的でこうした場所を頻繁に訪れていた。
フランスの作曲家ジャン・ルドゥリューが、1960年の映画『ナポレオン／アウステルリッツの戦い』のために書いたスコアの一部が「テルスター」のメロディーに盗用されたとして、ミークに対して訴訟を起こしており、「テルスター」の売り上げからのロイヤルティーが何年も凍結されていたことが事態をさらに悪化させた。
1967年初頭までに、ミークは過去との多くのつながりを断ち、ますます孤立していった。また、ハインツやロード・サッチなど、かつての専属アーティストが印税の支払いをミークに迫っていた。家主が賃貸契約の更新を認めず、ホロウェイ・ロードのアパートから立ち退かざるを得ない可能性もあった。
ミークにさらなる追い打ちをかける事件が発生した。1967年1月16日、サフォーク州のタッティングストーンという村で、若者の切断された遺体が入った2つのスーツケースが発見された。数日後、この被害者が17歳のバーナード・オリヴァーという少年であることが明らかになる。オリヴァーはミークの知り合いだった。オリヴァーはゲイであったため、警察は犯人がゲイの人間であると結論づけ、ロンドンにおいてゲイの男性全員に事情聴取する意向を発表した。ミークはマドラス・プレイスの件で同性愛行為で告発されていたため、捜査に巻き込まれるのではないかという恐怖に苛まれていた。
ミークを知る者は、精神疾患と薬物乱用による障害、同性愛を暴露すると脅迫する者に対する恐怖、金銭的な問題、10代少年の残忍な殺人事件に関連した警察の動きなどによって、ミークは精神的に追い詰められていたと考えている。

### 死
1967年2月3日 (この日はバディ・ホリーの8回忌にあたる)、ミークはホロウェイ・ロード304番地のアパート内のスタジオにおいて遺体で発見された。また、スタジオ下の階段では家主のヴァイオレット・シェントンが倒れていた。
事件の起きた瞬間にアパート内にいたレコーディング・アシスタントのパトリック・ピンクによる証言によると、その日の午前中、ミークは3階のコントロールルームで作業をしていた。「階上にいるジョーからシェントン夫人を呼んでくるように言われた。彼女が3階のスタジオに向かい、自分は2階の事務所に入った。30秒も経たないうちに上から怒鳴り声が聞こえた。ジョーの怒鳴り声だけが2～3分続くと、その後に爆発のような大きな音が鳴り響いた。自分が階段のほうに走っていくと、シェントン夫人が階段から転がり落ちてきた。彼女を抱きかかえると彼女の背中から血が流れているのが見えた。彼女が死んだと思い私は『彼女は死んだ』と叫んだ。次は自分の番だと思った。しばらくして、階段の途中まで駆け上がると、コントロールルームの外にジョーがいるのが見えた。私が近づく前に引き金を引いていて、ジョーは倒れていた」。
使用された銃は、ハインツがアパートを退去する際に置いていったショットガンだった。
2月9日、ロンドンのセント・パンクラス検死裁判所において死因審問が行われた。出廷者の中には、パトリック・ピンクや銃の持ち主であるハインツもいた。審問では、ミークが薬物の影響下にあったこと、精神疾患を患っていた可能性が示されたにもかかわらず、検死官は陪審員に「ミークはシェントン夫人を殺害し、その後自殺した」という評決を下すよう提言し、陪審員はミークが故意にシェントンを殺害したと認定した。
2月10日、ニューエントの教会でミークの葬儀が行われ、ミークはニューエント墓地に埋葬された。

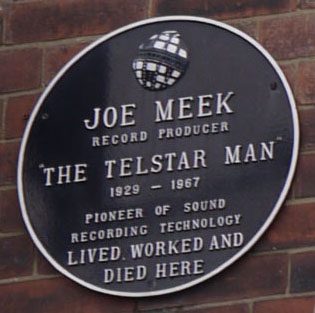
ホロウェイ・ロード304番地に現存する建物の壁面には「テルスター・マン...ここで暮らし、働き、そして死す」と刻まれた銘板が設置されている

## レガシー

### 先駆者としてのミーク
ミークは、レコーディングスタジオの可能性を完全に理解し、それを最大限に活用した最初のプロデューサーだった。彼は真の革新者であり、4階建てアパートのホームスタジオは彼の実験場となり、オーバーダビング、近接マイキング、エコーやリバーブなどのエフェクトといった、現在では一般的なテクニックを1950年代後半から導入していた。また、同時代のプロデューサーやサウンドエンジニアとは異なり、ミークの主な焦点はキャッチーな曲ではなく、完璧なサウンドを実現することにあった。
「ミークにとって、サウンドは曲と同じくらい重要だと考えていた」とジェフ・ゴダードは1999年のインタビューで語っている。「そして、ポップミュージックでそのように考えた最初の人物だったと思う。今日、人々はレコードプロデューサーの創造的なインプットが当然のものとみなしている。ミークは、その道を切り拓くために多大な貢献をした。」
イギリスの音楽プロデューサー協会（MPG）は 2009年に「制作における革新に対するジョー・ミーク賞（The Joe Meek Award for Innovation In Production）」を創設し、ブライアン・イーノが最初の受賞者となった。MPG会長のマイク・ハウレットは、この賞は「この偉大なプロデューサーの先駆的精神に敬意を表すものであり、その精神は今日のトッププロデューサーたちに受け継がれている」と述べている。
2012年、ミークは英NME誌において、フィル・スペクター、クインシー・ジョーンズ、ジョージ・マーティンらを抑えて史上最高のプロデューサーに選出されている。

### ミークと関わりのあった著名アーティスト
「霧の中のジョニー」や「テルスター」の成功以降、ミークは人気プロデューサーの一人になり、多くの歌手やミュージシャンがミークのもとを訪れるようになった。
1961年、ホーンジー（北ロンドン）出身のザ・レイダーズというバンドがジョー・ミークのオーディションを受けた。ミークは、当時16歳だったリード・シンガーのロッド・スチュワートの声が気に入らず、このシンガーを解雇するならレコーディングすると言った。スチュワート脱退後、バンドは名前をムーントレッカーズに変え、インストゥルメンタル・バンドとしてミークのプロデュースによる「ナイト・オブ・ザ・ヴァンパイア」をレコーディングした（1961年11月に全英50位を記録）。
1962年初旬、ブライアン・エプスタインは、自身がマネージメントを担当するビートルズのレコーディング契約を結ぶためにロンドンのレコード会社を回っていたが、デッカをはじめとして、パイ、フィリップス、HMVといったレーベルは皆、このリヴァプール出身のバンドに関心を示さなかった。ミークも同様で、ビートルズのオーディションテープに興味を持つことなく、他人の曲をカバーしている騒々しいグループの一つとしか考えていなかった。
1962年、ザ・コンラッズというバンドがミークのスタジオでいくつかデモを制作していたものの、ミークはこのバンドとレコーディングを続けることを断念した。このバンドは長く続かず、グループを脱退した若干15歳のサックス奏者デヴィッド・ジョーンズは、後にデヴィッド・ボウイという名前でソロキャリアを成功させた。
1963年初頭、ミークのセッションマンとして当時17歳のリッチー・ブラックモアが参加。同年、ミークがバックバンドに起用していたアウトローズに加入する。ミークはブラックモアを理想的な人材とみなしており、1966年まで数多くのセッションに起用している。またミークは、ホロウェイ・ロード224番地に借りていたアパートを、ブラックモアと当時の妻マーギット、息子ユルゲンのために提供した。ハインツもブラックモアを気に入っており、自身のバンド、ハインツ&ザ・ワイルド・ボーイズのメンバーとして起用した。
ホロウェイ・ロードの常連ではなかったが、ジミー・ペイジもミークがプロデュースしたニール・クリスチャン&ザ・クルセイダーズのシングル「The Road to Love/The Big Beat Drum」（1962年）などのセッションに参加している。ペイジは、トルネイドースのドラマー、クレム・カッティーニをレッド・ツェッペリン結成時のドラマー候補として検討していた。
1964年、ミークのスタジオでトミー・スコット&ザ・セネターズというウェールズ出身のバンドがレコーディングを行った。ミークはレコード契約を結ぼうとさまざまなレーベルに持ち込んだが成功しなかった。その後、このバンドのリード・シンガーは音楽マネージャー兼ソングライターのゴードン・ミルズの目に留まり、ミークのもとを離れ、トム・ジョーンズという名前でデッカ・レコードとの契約を取り付ける。ジョーンズの2枚目のシングル「よくあることさ（It's Not Unusual）」が世界的大ヒットとなったとき、ミークはそれまでにジョーンズと制作した音源を相当な額で売却することができた。
ミークがプロデュースしたシンディキャッツには、後にイエスに加入するスティーヴ・ハウが在籍しており、チャック・ベリーのカバー「メイベリン」（1964年）を含む3枚のシングルをリリースした。

### ティーチェストテープ
ミークの死後、彼がホロウェイ・ロードのアパート内に保管していた何千もの録音素材は、ミークがプロデュースしていたミリオネアーズのベーシストで、オレンジアンプの製造メーカーであるオレンジ社の創業者クリフ・クーパーに売却された。これらのテープは、67個のティーチェスト（茶箱）に保管されていたため「ティーチェストテープ（Tea Chest Tapes）」と呼ばれている。
1982年、クーパーはこのティーチェストテープの内容を確認する作業をアラン・ブラックバーン（Joe Meek Society創設者）に依頼する。ブラックバーンは18か月かけて1,856本のテープに収録されている4,000時間以上におよぶ音源をすべて聞き、さらに6か月かけて音源に関するカタログを作成した。
これらのテープには、デヴィッド・ボウイがシンガー兼サックス奏者として在籍していたコンラッズのデモや、レイ・デイヴィス（ハニーカムズに曲を提供）、ジョージィ・フェイム、ビリー・フューリー、トム・ジョーンズ、アルヴィン・リー、ジーン・ヴィンセント、ロッド・スチュワート、スティーヴ・マリオット、フランシス・ロッシ（ステイタス・クォー）が参加した音源も入っている。また、マーク・フェルド（後のマーク・ボラン）が参加したと思われる音源もあると言われている。
ティーチェストテープは、2008年にオークションに出品された際には落札に至らなかったが、2020年9月にイギリスのリイシューレーベルであるチェリーレッドレコードに売却される。音源はデジタル化・マスタリングが施され、ハインツ、グレンダ・コリンズ、トルネイドース、クライン・シェイムズなどの作品がCD化および配信リリースされている 。

### ミークが手掛けた主な全英ヒットシングル
| 発売年月   | アーティスト                            | 曲名                                           | レーベル     | UK 最高位 | 備考             |
| ---------- | --------------------------------------- | ---------------------------------------------- | ------------ | --------- | ---------------- |
| 1959年10月 | デヴィッド・マクベス                    | Mr. Blue                                       | パイ         | 18        |                  |
| 1959年10月 | エミル・フォード&ザ・チェックメイツ     | What Do You Want to Make Those Eyes at Me For? | パイ         | 1         | 共同プロデュース |
| 1960年1月  | ランス・フォーチュン                    | Be Mine                                        | パイ         | 4         |                  |
| 1960年4月  | ファビュラス・フリーレッカーズ          | Green Jeans                                    | トライアンフ | 23        |                  |
| 1960年4月  | ジョージ・チャキリス                    | I'm Always Chasing Rainbows                    | トライアンフ | 49        |                  |
| 1960年5月  | マイケル・コックス                      | Angela Jones                                   | トライアンフ | 7         |                  |
| 1960年10月 | マイケル・コックス                      | Along Came Caroline                            | HMV          | 41        |                  |
| 1960年11月 | ダニー・リヴァース                      | I'm Waiting For Tomorrow                       | デッカ       | 36        |                  |
| 1961年3月  | アウトローズ                            | Swinging Low                                   | HMV          | 46        |                  |
| 1961年5月  | アウトローズ                            | Ambush                                         | HMV          | 43        |                  |
| 1961年7月  | ジョン・レイトン                        | Johnny Remember Me                             | トップランク | 1         |                  |
| 1961年9月  | ジョン・レイトン                        | Wild Wind                                      | トップランク | 2         |                  |
| 1961年9月  | マイク・ベリー&ジ・アウトローズ         | Tribute To Buddy Holly                         | HMV          | 24        |                  |
| 1961年9月  | ムーントレッカーズ                      | Night Of The Vampire                           | パーロフォン | 50        |                  |
| 1961年11月 | イアン・グレゴリー                      | Can't You Hear The Beat Of A Broken Heart      | パイ         | 39        |                  |
| 1961年12月 | ジョン・レイトン                        | Son This Is She                                | HMV          | 15        |                  |
| 1962年2月  | ドン・チャールズ                        | Walk With Me My Angel                          | デッカ       | 39        |                  |
| 1962年3月  | ジョン・レイトン                        | Lone Rider                                     | HMV          | 40        |                  |
| 1962年4月  | ジョン・レイトン                        | Lonely City                                    | HMV          | 14        |                  |
| 1962年7月  | ジョン・レイトン                        | Down The River Nile                            | HMV          | 42        |                  |
| 1962年8月  | トルネイドース                          | Telstar                                        | デッカ       | 1         | 全米1位          |
| 1962年11月 | ピーター・ジェイ&ザ・ジェイウォーカーズ | Can Can '62                                    | デッカ       | 31        |                  |
| 1962年12月 | マイク・ベリー&ジ・アウトローズ         | Don't You Think It's Time                      | HMV          | 6         |                  |
| 1963年1月  | トルネイドース                          | Globetrotter                                   | デッカ       | 5         |                  |
| 1963年2月  | ジョン・レイトン                        | Cupboard Love                                  | HMV          | 22        |                  |
| 1963年3月  | トルネイドース                          | Robot                                          | デッカ       | 17        |                  |
| 1963年3月  | マイク・ベリー                          | My Little Baby                                 | HMV          | 34        |                  |
| 1963年5月  | トルネイドース                          | The Ice Cream Man                              | デッカ       | 18        |                  |
| 1963年5月  | ヒューストン・ウェルズ&ザ・マークスメン | Only The Heartaches                            | パーロフォン | 22        |                  |
| 1963年6月  | ジョン・レイトン                        | I'll Cut Your Tail Off                         | HMV          | 36        |                  |
| 1963年7月  | ハインツ                                | Just Like Eddie                                | デッカ       | 5         |                  |
| 1963年9月  | トルネイドース                          | Hymn For Teenagers                             | デッカ       | 41        |                  |
| 1963年11月 | ハインツ                                | Country Boy                                    | デッカ       | 26        |                  |
| 1963年12月 | ドーランズ                              | All My Loving                                  | オリオール   | 33        |                  |
| 1964年2月  | ハインツ                                | You Were There                                 | デッカ       | 26        |                  |
| 1964年6月  | ハニーカムズ                            | Have I The Right                               | パイ         | 1         | 全米5位          |
| 1964年10月 | ハニーカムズ                            | Is It Because                                  | デッカ       | 38        |                  |
| 1964年10月 | ハインツ&ザ・ワイルド・ボーイズ         | Questions I Can't Answer                       | コロムビア   | 39        |                  |
| 1965年2月  | ハインツ&ザ・ワイルド・ボーイズ         | Diggin' My Potatoes                            | コロムビア   | 49        |                  |
| 1965年3月  | ハニーカムズ                            | Something Better Beginning                     | パイ         | 39        |                  |
| 1965年7月  | ハニーカムズ                            | That's The Way                                 | パイ         | 12        |                  |
| 1966年2月  | クライン・シェイムズ                    | Please Stay                                    | デッカ       | 26        |                  |